# Beatrice Arthur
Beatrice "Bea" Arthur, ursprungligen Bernice Frankel, född 13 maj 1922 i New York i New York, död 25 april 2009 i Los Angeles i Kalifornien, var en Emmy-vinnande amerikansk skådespelare och komiker. 
Hon var känd för sin mörka röst, syrliga intelligens och framstående längd (1,77 m). Arthur spelade Dorothy i TV-serien Pantertanter.
Hon belönades med en Emmy 1977 för titelrollen i TV-serien Maude som sändes i Sverige under rubriken lördagsfarsen på TV2 1976.

## Filmografi i urval
- 1971–1972 – Under samma tak (TV-serie) (två avsnitt)
- 1972–1978 – Maude (TV-serie) (141 avsnitt)
- 1974 – Mame
- 1978 – Stjärnornas krig och fred (TV-film)
- 1981 – Det våras för världshistorien del 1 (ej krediterad)
- 1985–1992 – Pantertanter (TV-serie) (177 avsnitt)